# Eleição municipal de Vitória de Santo Antão em 2016
A eleição municipal de Vitória de Santo Antão em 2016 foi realizada para eleger um prefeito, um vice-prefeito e 19 vereadores no município de Vitória de Santo Antão, no estado brasileiro de Pernambuco. Foram eleitos ) e  para os cargos de prefeito(a) e vice-prefeito(a), respectivamente.
Seguindo a Constituição, os candidatos são eleitos para um mandato de quatro anos a se iniciar em 1º de janeiro de 2017. A decisão para os cargos da administração municipal, segundo o Tribunal Superior Eleitoral, contou com 88 379 eleitores aptos e 4 631 abstenções, de forma que 5.24% do eleitorado não compareceu às urnas naquele turno.

## Resultados

### Eleição municipal de Vitória de Santo Antão em 2016 para Prefeito
A eleição para prefeito contou com 5 candidatos em 2016: José Aglailson Queralvares Júnior do Partido Socialista Brasileiro, Jose Manoel de Souza do Partido Verde (Brasil), Henrique José Queiroz Costa Filho do Partido da República, Paulo Roberto Leite de Arruda do Partido Social Democrático (2011), Edmo da Costa Neves Filho do Partido da Mobilização Nacional que obtiveram, respectivamente, 30 935, 1 459, 9 279, 30 019, 4 699 votos. O Tribunal Superior Eleitoral também contabilizou 5.24% de abstenções nesse turno. 
| Candidato(a)                            | Vice                              | Coligação                          | Votos recebidos | Percentual |
| --------------------------------------- | --------------------------------- | ---------------------------------- | --------------- | ---------- |
| José Aglailson Queralvares Júnior (PSB) | Saulo Barros de Albuquerque       | Frente Popular da Vitória          | 30935           | 40.5%      |
| Paulo Roberto Leite de Arruda (PSD)     | Ozias Valentim Gomes              | Unidos Por Vitória                 | 30019           | 39.3%      |
| Henrique José Queiroz Costa Filho (PR)  | Antonio de Lemos Vasconcelos Neto | Quero Vitoria Mais Forte           | 9279            | 12.15%     |
| Edmo da Costa Neves Filho (PMN)         | Jose Alves Gomes                  | Vitoria Avanca                     | 4699            | 6.15%      |
| Jose Manoel de Souza (PV)               | Madiael José Leal de Lucena       | Frente Verde Unidos pela Renovaçao | 1459            | 1.91%      |

### Eleição municipal de Vitória de Santo Antão em 2016 para Vereador
Na decisão para o cargo de vereador na eleição municipal de 2016, foram eleitos 19 vereadores com um total de 78 248 votos válidos. O Tribunal Superior Eleitoral contabilizou 2 776 votos em branco e 2 724 votos nulos. De um total de 88 379 eleitores aptos, 4 631 (5.24%) não compareceram às urnas .
| Nome                                | Partido político                               | Coligação                                        | Votos recebidos | Percentual |
| ----------------------------------- | ---------------------------------------------- | ------------------------------------------------ | --------------- | ---------- |
| Marcone Pedro da Silva              | Partido Social Democrático (PSD)               | Desenvolvimento e Sustentabilidade               | 2858            | 3.65%      |
| José Bertoldo de Lima Santos        | Democracia Cristã (DC)                         | Vitória do Futuro                                | 2812            | 3.59%      |
| André Saulo dos Santos Alves        | Partido Social Democrático (PSD)               | Desenvolvimento e Sustentabilidade               | 2744            | 3.51%      |
| Manoel de Holanda Cavalcanti Bastos | Democratas (DEM)                               | Democratas (sem coligação)                       | 2693            | 3.44%      |
| Lourinaldo Martins de Araujo Junior | Movimento Democrático Brasileiro (MDB)         | Movimento Democrático Brasileiro (sem coligação) | 2431            | 3.11%      |
| Celso Alexandre Bezerra de Melo     | Partido da Social Democracia Brasileira (PSDB) | Trabalho e União por Vitória                     | 2240            | 2.86%      |
| Sérgio Romero Glaser Queralvares    | Partido Socialista Brasileiro (PSB)            | Frente da Solidariedade Popular da Vitória       | 2068            | 2.64%      |
| Edmilson José dos Santos            | Movimento Democrático Brasileiro (MDB)         | Movimento Democrático Brasileiro (sem coligação) | 1937            | 2.48%      |
| José Antonio Domingos               | Partido Trabalhista Cristão (PTC)              | Frente da Solidariedade Popular da Vitória       | 1842            | 2.35%      |
| Edmilson Zacarias da Silva          | Partido Social Democrático (PSD)               | Desenvolvimento e Sustentabilidade               | 1757            | 2.25%      |
| João Erodilson Teofilo dos Santos   | Partido Social Democrático (PSD)               | Desenvolvimento e Sustentabilidade               | 1574            | 2.01%      |
| Antonio Gabriel do Nascimento       | Partido Republicano Brasileiro (PRB)           | Trabalho e União por Vitória                     | 1502            | 1.92%      |
| Jose Antonio da Rocha               | Partido Verde (PV)                             | Frente Verde Unidos pela Renovaçao               | 1493            | 1.91%      |
| Silvia Moura de Jesus               | Partido Socialista Brasileiro (PSB)            | Frente da Solidariedade Popular da Vitória       | 1413            | 1.81%      |
| João Dias de Brito Neto             | Partido Popular Socialista (PPS)               | Vitória do Futuro                                | 1292            | 1.65%      |
| Jose Alves Filho                    | Democratas (DEM)                               | Democratas (sem coligação)                       | 1139            | 1.46%      |
| Sebastião Emiliano Bezerra          | Partido Trabalhista Cristão (PTC)              | Frente da Solidariedade Popular da Vitória       | 993             | 1.27%      |
| José Geraldo Gomes de Araujo Junior | Partido da República (PR)                      | Quero Vitoria Mais Forte                         | 875             | 1.12%      |
| José Carlos Frasão                  | Partido Republicano Progressista (PRP)         | Quero Vitoria Mais Forte                         | 740             | 0.95%      |